# 巴耆贤
巴耆贤（ 1824年6月26日—1895年1月4日），圣母圣心会会士，天主教蒙古代牧区及蒙古中境代牧区主教（1874年10月22日– 1895年1月4日）。 
1824年6月26日，巴耆贤生于比利时Weelde，1853年12月17日晋升神父。
1863年加入圣母圣心会，1871年受派遣来到蒙古傳教，任副主教。他到任后，在西湾子以外，建立第二个传教基地西营子（南壕堑，今河北省張家口市尚義縣城）。1874年10月22日，教廷任命巴耆贤为蒙古代牧区宗座代牧，1875年6月2日接受祝圣。随后他派遣德玉明等神父大力向内蒙古西部传教，建立二十四顷地等传教据点。
1883年，由于蒙古代牧区的范围过于辽阔，教廷将其一分为三，巴耆贤继续担任蒙古中境代牧区宗座代牧。在此期间，传教区又购买了大片土地，建立了平定堡（今沽源县城）和玫瑰营子（今察右前旗）等传教中心，吸引了大批汉族农民加入天主教会。
1895年1月4日，巴耆贤主教在西營子去世，终年70岁。继任者为方济众主教。